# Callionymus draconis
 Callionymus draconis és una espècie de peix de la família dels cal·lionímids i de l'ordre dels cipriniformes que es troba al Japó.